# Rue d'Alsace-Lorraine (Vesoul)
Pour les articles homonymes, voir Rue d'Alsace-Lorraine.
La rue d'Alsace-Lorraine est une rue du quartier historique de Vesoul, dans la Haute-Saône.
Elle est l'une des principales rues commerçantes de la ville.

## Situation et accès
La rue est située dans le centre historique de Vesoul. Elle va du croisement de la rue du Docteur-Gevrey et de la rue Roger-Salengro à la rue George-Genoux. La rue est longue de plus d'une centaine de mètres et large de plus de dix mètres.

## Origine du nom
Cette rue doit son nom à l'Alsace-Lorraine, provinces perdues à l'issue de la guerre de 1870 et restituées à la France par le traité de Versailles, le 28 juin 1919.

## Histoire

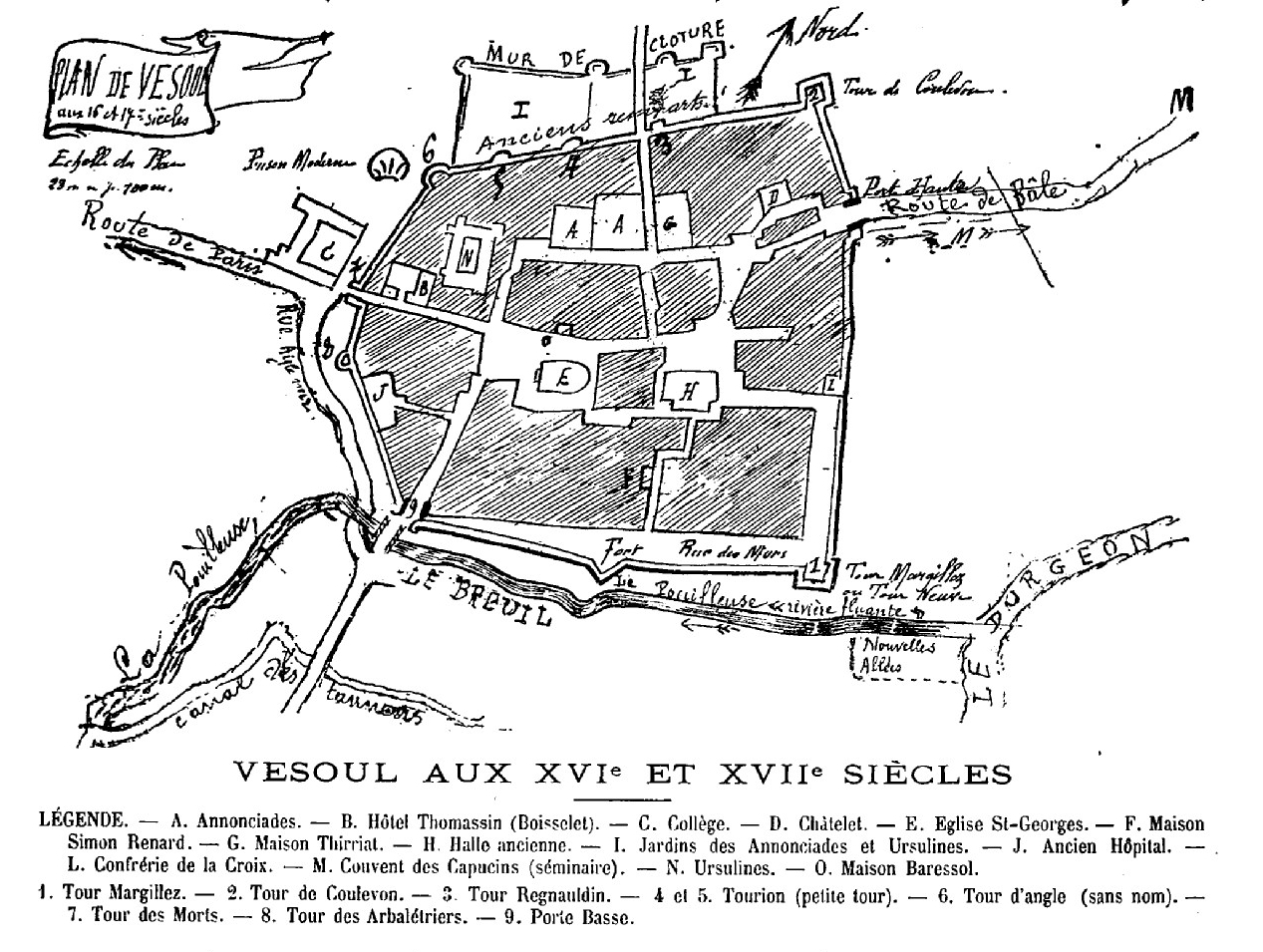
Plan de Vesoul aux. On peut apercevoir la rue à gauche reliant le centre de la cité à la porte Basse (n°9).

Du Moyen Âge jusqu'au XVIIIe siècle, la ville de Vesoul était entourée d'une muraille qui avait sensiblement la forme d'un parallélogramme, ou même d'un trapèze, d'un périmètre de plus d'un kilomètre et qui représentaient les frontières de la cité. Cette enceinte était accompagnée de plusieurs tours et portes de villes, disposées à distances régulières. Au sud de la ville, en dehors des murailles, des prairies marécageuses et des cours d'eau sillonnaient les terrains à proximité de la muraille tandis qu'au nord se trouvaient des jardins,.
La rue d'Alsace-Lorraine aurait été tracée au XIIIe siècle ou XIVe siècle. Non loin de la rue au sud, à l'extérieur des Murailles, approximativement sur le tracé actuel de la rue du Breuil coulait le cours d'eau de la Périlleuse ou Pouilleuse, ancien bras du Durgeon. Un pont-levis enjambait ce cours d'eau et une porte marquait l'entrée de la cité

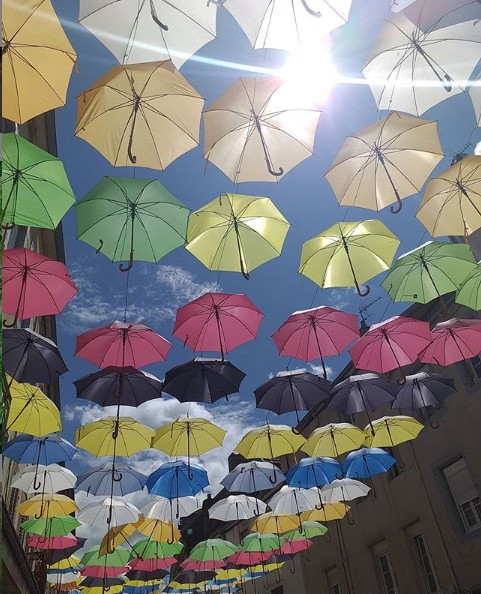
La rue décorée de parapluies à l'été 2020

Pendant longtemps, la rue d'Alsace-Lorraine formait avec la rue Gevrey un axe continu et grossièrement rectiligne traversant toute la partie centrale de la cité connu sous le nom de rue du Centre (appelée aussi Grande rue du Centre). La rue du Centre a par la suite été modifiée ; la partie sud de la rue correspond à l'actuelle rue d'Alsace-Lorraine.
Elle est majoritairement bordée de maisons du XVIe siècle et XVIIe siècle, qui sont toutes constitués d'étages. Autrefois dénommée Grand-Rue, la voie marquait l'entrée de la ville. Au croisement de la rue Genoux se trouvait l’ancienne Porte Basse. Aujourd'hui, les rez-de-chaussée sont occupés par les arcades des commerces.

## Bâtiments remarquables et lieux de mémoire

### Édifices particuliers
- La synagogue de la communauté juive de Vesoul était anciennement située rue d'Alsace-Lorraine, au niveau de l'impasse de la Charité.
- Au n°4, la première Cyber-base de France y fut aménagée. Elle a été inaugurée le 24 juin 1999, à l'initiative du maire de Vesoul Alain Joyandet. Elle quitta les lieux cependant en 2015[7].
- Au n°22, pâtisserie de Mickaël Azouz, maître chocolatier-pâtissier qui remporta notamment la Coupe du monde de la pâtisserie de 1989.
- Au n°27, les locaux de l'ancienne Imprimerie Bon de Vesoul y étaient situés.

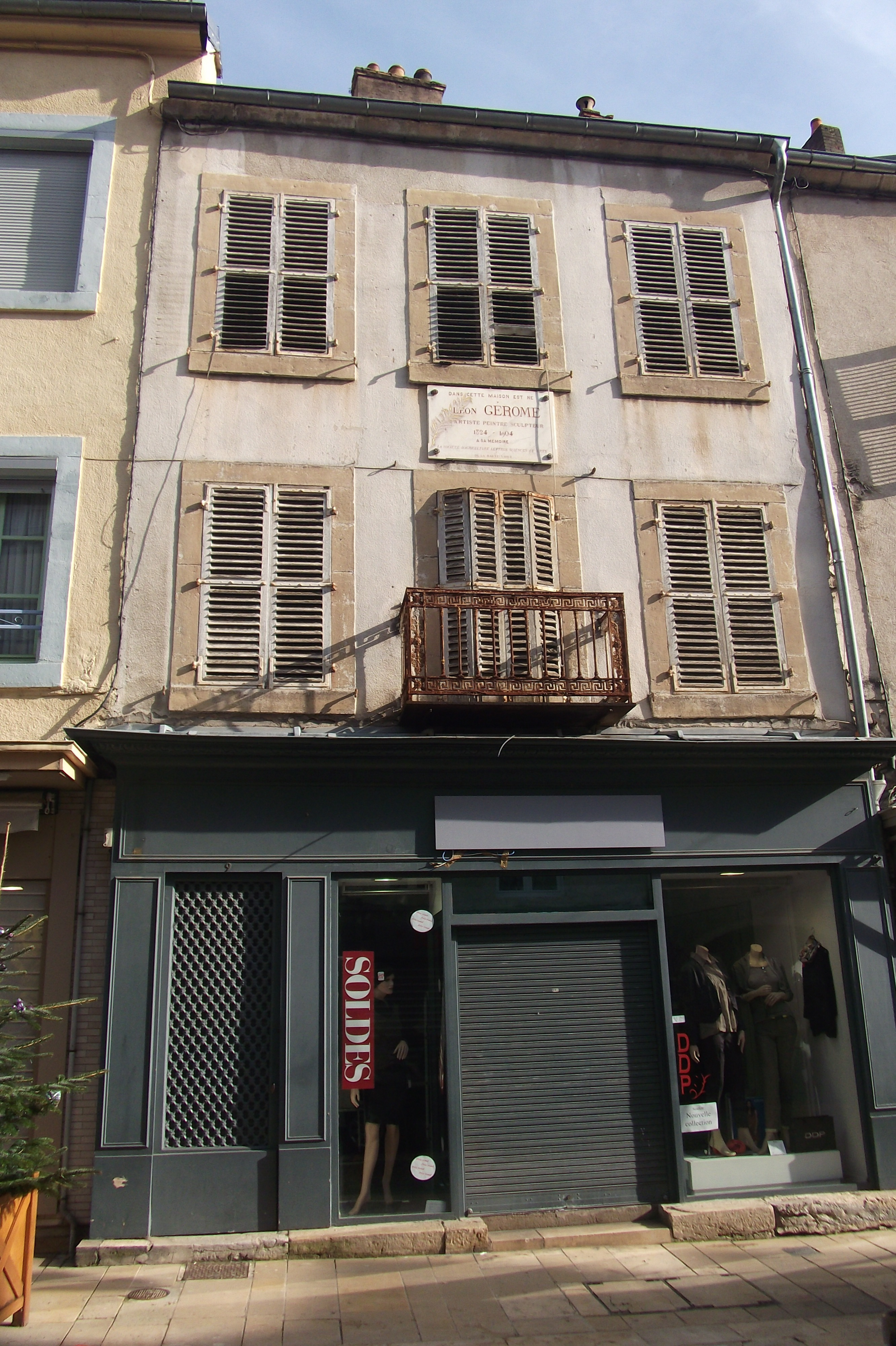
La maison natale de Jean-Léon Gérôme.
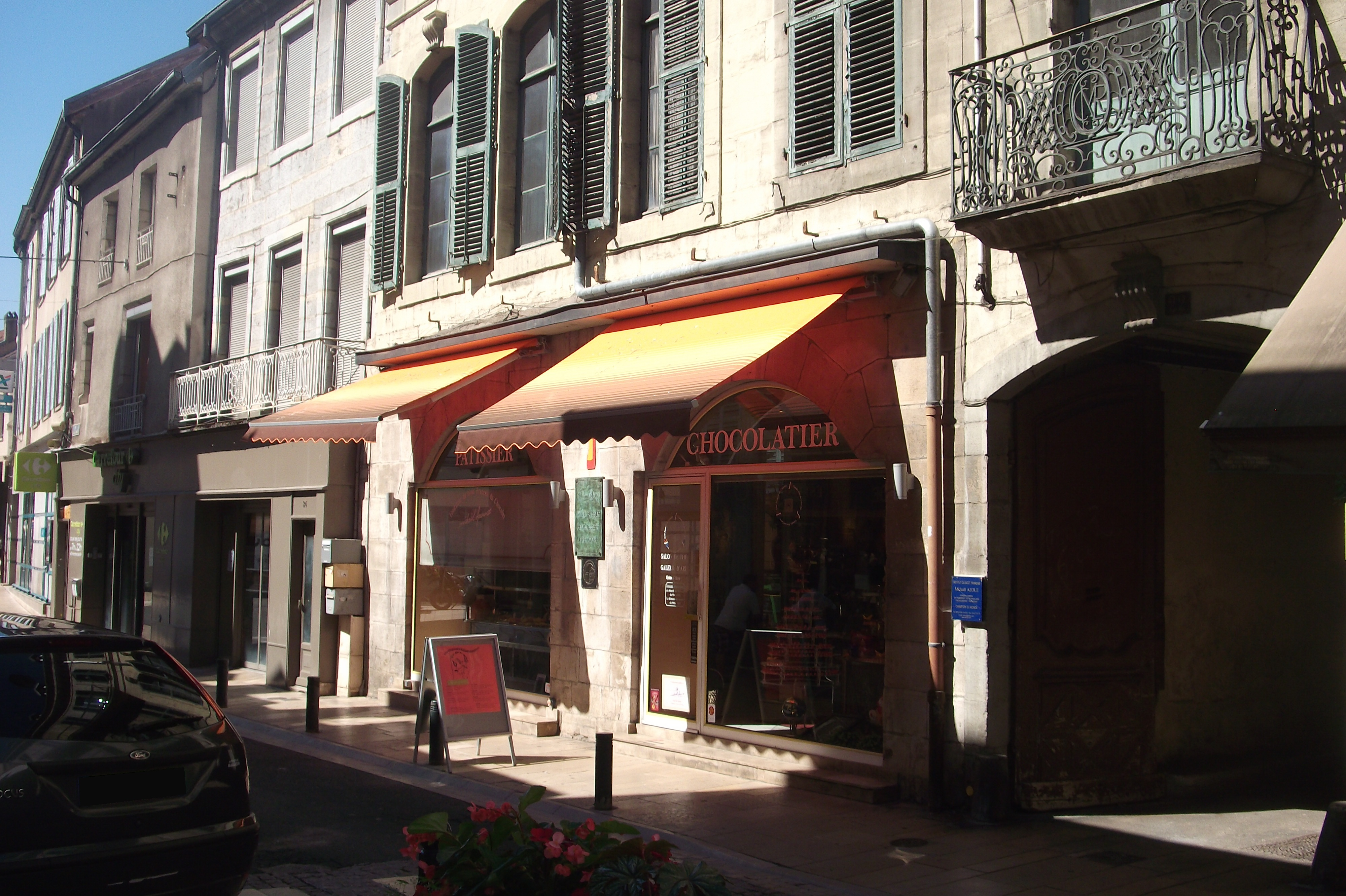
La pâtisserie de Mickaël Azouz.

### Personnalités liées à la rue
- Jean-Léon Gérôme, peintre et sculpteur, figure emblématique de la peinture académique du Second Empire et qui fut membre de l'Académie des beaux-arts au fauteuil 3, est né au n°9 de la rue (à l'époque appelée rue du Centre) le 11 mai 1824[8].
- Raymond Aubrac, résistant français à l'Occupation allemande et au régime de Vichy pendant la Seconde Guerre mondiale, est né au n°29 de la rue le 31 juillet 1914[9].
- Auguste Haury, enseignant et essayiste, né au n°25 de la rue le 28 février 1910[10].
- Gustave Baveux, résistant qui a habité la rue au n°4 jusqu'à son arrestation par la police allemande[11].